# مرغ یا تخم‌مرغ

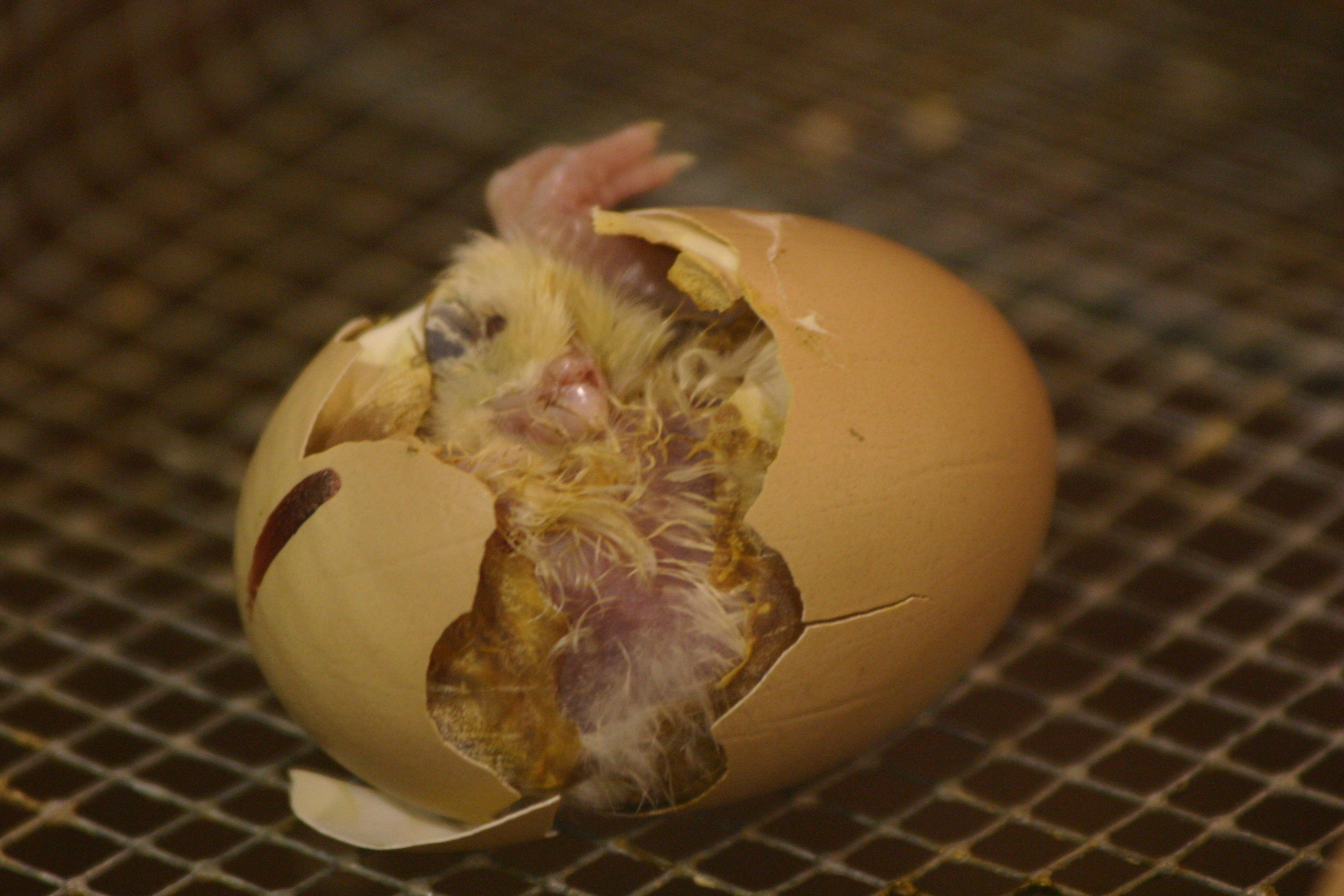
درآمدن یک جوجه از یک تخم‌مرغ

مرغ یا تخم‌مرغ، معمایی رایج است که معمولاً به این شکل بیان می‌شود: «کدام نخست بوده‌است، مرغ یا تخم‌مرغ؟». این مسئله برای فیلسوف‌های باستان، آغازگر سؤالاتی دربارهٔ نحوه پیدایش جهان بوده‌است. هرچند که با ارائهٔ نظریهٔ فرگشت توسط چارلز داروین در کتاب خاستگاه گونه‌ها که طبق آن تخم باید اول آمده باشد (با فرض این که تخم الزاماً و صرفاً به معنای تخم‌مرغ نیست بلکه تخم به معنای عام آن است) از ارزش سؤال کاسته شده‌است.

## پاسخ
یکی از پاسخ‌های ارائه شده به این پرسش، پاسخ کریستوفر لانگان است. فرمول‌بندی مجدد این پرسش برای بازتاب همهٔ معنی‌های «تخم» به چهار حالت متفاوت زیر منجر می‌شود:
۱) کدام اول بوده؟ مرغ یا تخم (معمولی)؟معلوم است تخم
پاسخ این پرسش به این خاطر «تخم» است که گونه‌هایی که تخم می‌گذارند بسیار قبل‌تر از مرغ‌های امروزی می‌زیسته‌اند. برای مثال، شواهد فسیلی بسیاری مبتنی بر تخم‌گذاری دایناسورها وجود دارد.
۲٫۱) کدام اول بوده؟ مرغ یا تخمی که یک مرغ گذاشته؟
پاسخ این پرسش تنها به دلایل معنایی «مرغ» است. به این معنا که اگر تخم مرغ باید توسط یک مرغ گذاشته شود، پس قبل از این که تخم مرغ بتواند وجود داشته باشد باید مرغی باشد تا تخم را بگذارد.
۲٫۲) کدام اول بوده؟ مرغ یا تخمی که حاوی یه مرغ بوده؟
پاسخ این پرسش «تخم» است. این به این دلیل است که جهش‌های تناسلی‌ای که گونه‌ای جدید را از نیاکانش جدا می‌کند عموماً در فرایند تولید مثل رخ می‌دهند تا دی‌ان‌ای‌های تنی و بنابراین بین نسل‌های پیاپی متفاوت بیان می‌شوند ولی نه به ارگانیسم‌های اصلی. در حالی که سلول‌های تنی اصلی (مانند سلول‌های بال، سلول‌های پای مرغ و سلول‌های جناغ مرغ) معمولاً تنها شامل دی‌ان‌ای بارور شده از آن هستند، سلول‌های تخم مانند تخمک‌ها و اسپرم‌ها شامل دی‌ان‌ای غیرتنی که ممکن است قبل یا بعد از جفت‌گیری از طریق حذف تصادفی، دخول، جانشینی، تکثیر و جابه‌جایی سری‌های نوکلئوتید هستند. این عامل جهشی است که در نتیجهٔ آن گونهٔ جدید به وجود می‌آید. لازم است ذکر شود که این پاسخ مورد تأیید استیون هاوکینگ و نیل دگراس تایسون نیز هست.
۲٫۳) کدام اول بوده؟ مرغ یا تخمی که یک مرغ گذاشته و حاوی یک مرغ است؟
پاسخ این پرسش نیز به دلیل معنایی «مرغ» است.
به گفتهٔ مجلهٔ پاپیولار ساینس، تخم اول بوده چرا که پیش از پرنده‌ها شکل گرفته پس اول تخم مرغ بوده.
پاسخ دیگر که توسط ن. فخر مطرح شده، به حاصل جمع منطق زبانی و فرایند فرگشت نظر دارد به این ترتیب که:
۱) اگر سؤال به زبان فارسی مطرح شود و گفته شود: اول مرغ بوده یا تخم مرغ، این جملهٔ پرسشی، یک گزارهٔ تحلیلی مستتر در خود دارد و آن در اضافهٔ "تخم مرغ" است که یعنی تخمی که لزوماً از یک مرغ به وجود آمده، وگرنه به آن "تخم مرغ" گفته نمی‌شد. دراین حالت از تحلیل خودِ جملهٔ پرسشی نتیجه می‌شود که اول مرغ بوده‌است. در پاسخ به اینکه خود مرغ چگونه به وجود آمده، گفته می‌شود: "از تخم یک پرندهٔ دیگر که مرغ نبوده، بلکه شبیه مرغ بوده و باید به آن پرنده، عنوانِ "جد مرغ امروزی" داده شود."
۲) اگر سؤال به زبانی مانند زبان انگلیسی مطرح شود که در آن فقط از کلمهٔ تخم egg استفاده می‌شود (chicken or the egg)، به‌طوریکه از تحلیل آن نتوان نتیجه گرفت آن تخم لزوماً توسط مرغ گذاشته شده باشد، از تحلیل فرگشتی نتیجه می‌شود که اول تخم بوده، تخمی که توسط یکی از اجداد مرغ امروزی گذاشته شده و حاوی جهش یا جهش‌های لازم برای تولد اولین مرغ امروزی بوده‌است.